# Tiszabökény
Tiszabökény (ukránul: Тисобикень [Tiszobikeny], korábban Бобове [Bobove]) falu Ukrajnában, Kárpátalján, a Beregszászi járásban.

## Fekvése
Nagyszőlőstől 20 km-re délnyugatra, Beregszásztól 25 km-re délkeletre a Tisza bal partján fekszik. 1971-ben Tiszafarkasfalvával egyesítették, korábban Tiszapéterfalvához tartozott. Tiszabökény jelenleg még négy faluval egyetemben – Forgolány, Tivadar, Tiszafarkasfalva, Péterfalva – a Péterfalvai Polgármesteri Hivatal közigazgatása alá tartozik. Lakosainak száma összesen 5200 körüli a friss adatok szerint. 

## Nevének eredete
1907: Tiszabökény 1230, 1368 Buken. A Bökény helynév puszta személynévből keletkezett magyar névadással. Az alapjául szolgáló személynévhez lásd Bököny szócikkét. E személynév eredetét kellően még nem tisztázták. Némelyek az ótörök bük, erdő, sörség, bozót főnévvel vélik összekapcsolhatónak. De lásd talán a török régi nyelvi bükin, "közösülésére képtelen férfi impotens" szó is. Neve mások szerint a régi magyar Bököny személynévből származik, ennek eredete a török bököny (bükk erdő) főnév. A megkülönböztető szerepű Tisza előtag a folyó mellékére utal. Az 1946-ban hatósági úton megállapított ukrán Bobove, Tiszabökény, az ukrán Bobovij, "bab" melléknévnek a semlegesnemű alakjából való.

## Története
A falu nevét 1230-ban Buken néven említette először oklevél. A falu a Tiszahát egyik legrégibbnek tartott települése, melyet az írásos adatok elsőként említettek Ugocsa megye kisnemesi falvai közül. 1230-ban Farkas nevű szerviense kapott itt földet II. András királytól. A Farkas család a Bökényi családdal állt rokonságban, és ő volt Farkasfalva alapítója is.
A 15. században a falu birtokosai a Bökényiek voltak, majd a Bay család birtoka lett a falu.
A falut 1717-ben a tatárok pusztították el, ezután ruszinokkal telepítették be.
Fényes Elek leírása 1851-ből: "Bökény, magyar falu, Bereg-Ugocsa vármegyében, közel a Tiszához, 64 római, 292 görögkatolikus, 186 református, 11 zsidó lakja, református és görögkatolikus anyatemplommal, fekete termékeny határral. Erdeje nincs, csak bokros helyei... Út. p. Nagy-Szőlős."
A 19. században kolerajárvány pusztított.
1910-ben 866, túlnyomórészt magyar lakosa volt. A trianoni békeszerződésig Ugocsa vármegye Tiszántúli járásához tartozott 2600 lakosából 2550 magyar nemzetiségű.

## Népesség
Tiszabökény felekezeti megoszlása:
- református
- ortodox
- görögkatolikus
- római katolikus

emellett emelkedik a Jehova tanúi híveinek száma.

## Látnivalók
- Református temploma (korábban római katolikus templom) 13. századi, az árvizek és pusztítások miatt többször átépítették. A 18. század első felében állították helyre mai formájában, ekkor készült kazettás famennyezete is. Karzatát 1876-ban építették.
    A mai református templom egyhajós, torony nélküli épület. Apszisa egyenes záródású, a hajónál alacsonyabb és keskenyebb. A hajó nyugati oromfalas homlokzatát támpillérek erősítik. Ablakai keskenyek, íves záródásúak, rézsűs keretűek, s az apszis és a hajó déli oldalán láthatók. Északi falára Újhelyi József síremlékét helyezték el. Déli, egyenes záródású kapuja későbbi időből való, előtte fából épült előtetővel. Nyugati kapuja csúcsíves záródású, kőkeretes. A templom mennyezete kazettás, virágmintás famennyezet.
- Fa haranglábja a templom előtt áll. 2011. július 3-án hálaadó istentiszteletet tartottak a tiszabökényi református templomban, abból az alkalomból, hogy felépült a nyolcszáz éves egyház új haranglábja. Kis harangját 1795-ben öntötték.
- Impozáns látvány a falu pár éve (2002–2005 között) épített ortodox temploma.
- Tiszafarkasfalva településrészben, a Fogarassy-kastélyban látható a Tiszaháti Tájmúzeum, a kárpátaljai magyarság egyetlen szabadtéri néprajzi múzeuma.

## Galéria

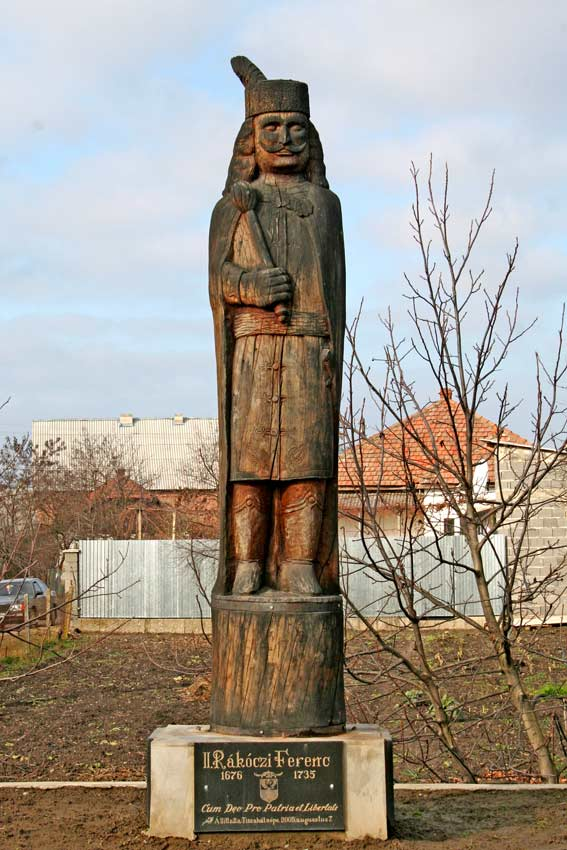
Tiszabökény, Rákóczi fejedelem szobra
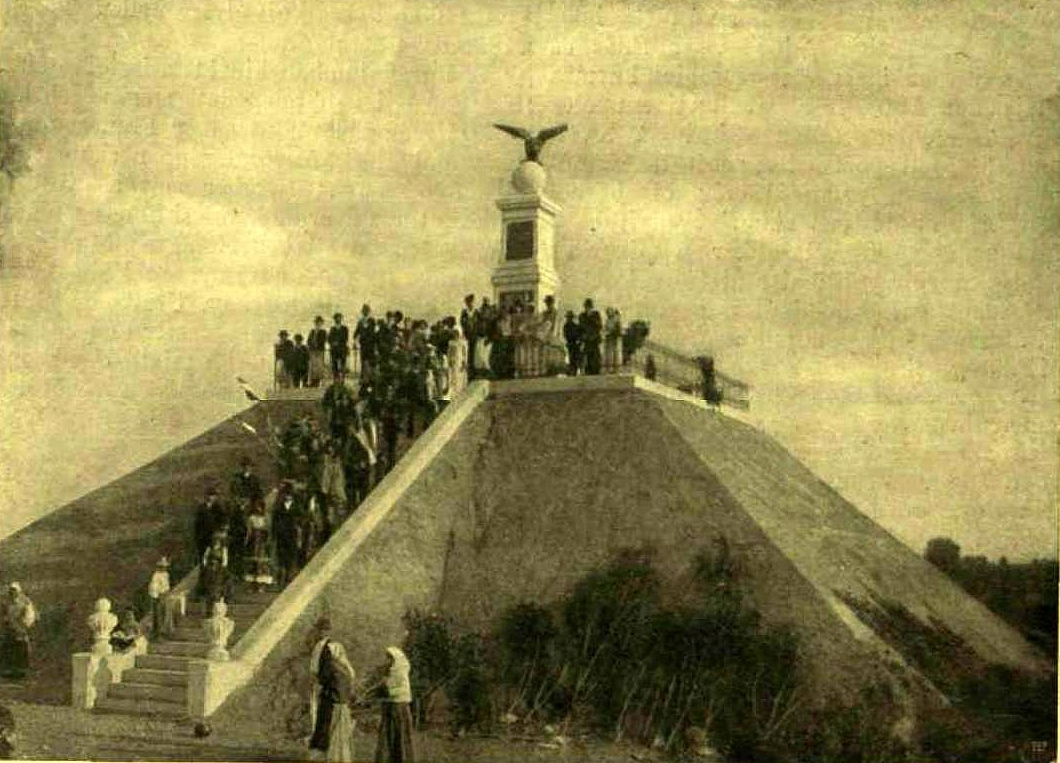
A Tiszabecs és Tiszaújlak között, a magyar–ukrán határon álló turulmadaras Rákóczi emlékmű avatása 1903. szeptember 20-án. Emléket állít a Tiszabökény határában lezajlott és a kuruc hadak első győzelmét jelentő csatának. A bronzturul csőrében kardot tart.
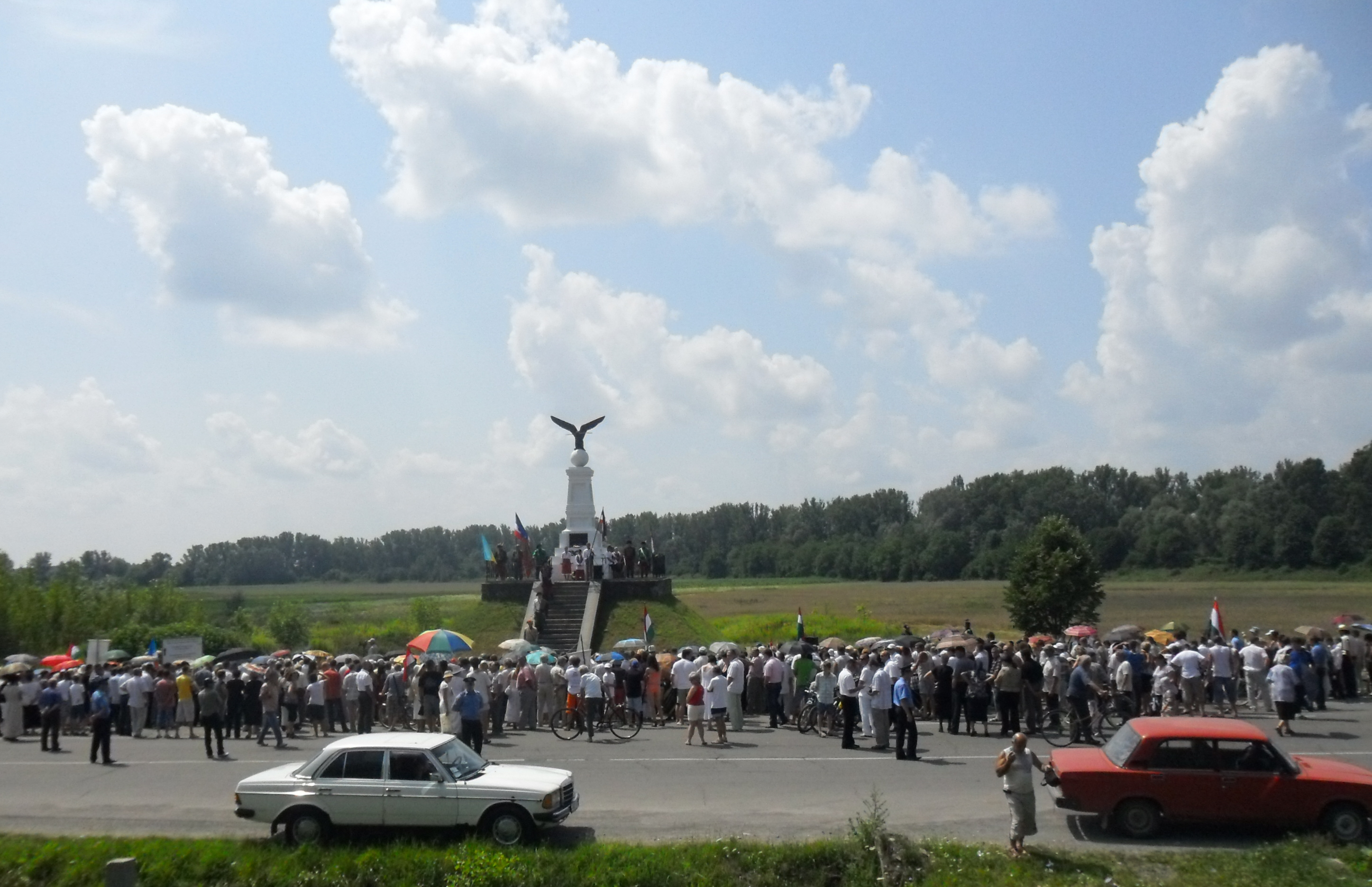
A Turul-emlékmű 2011. július 17-én

## Híres emberek
- Itt született 1676-ban Bay István, a Memoriale Diarium szerzője.
- Itt született Dupka György költő, helytörténész, a Kárpáti Kiadó szerkesztője, és a József Attila Kör (JAK) tagja.
- Itt született: Király Benedek Lőrinc mese- és ifjúsági regényíró.
- Fóris István bökényi lakos az 1848–49-es forradalom és szabadságharcban Kossuth hadnagya volt és a helyi temetőben nyugszik.
- Bartók Béla Tiszabökényben is gyűjtött népdalokat.
- Móricz Zsigmond is járt a faluban.